# وارتگس اولوبابیان
وارتگس آشوتی اولوبابیان (ارمنی: Վարդգես Աշոտի Ուլուբաբյան؛ Vardges Ulubabyan زادهٔ ۸ نوامبر ۱۹۶۸) قانون‌گذار اهل جمهوری آرتساخ است که نماینده دوره ششم مجلس ملی جمهوری آرتساخ بود. در سپتامبر ۲۰۱۱ وی ریاست یک هیئت دیپلماتی به جمهوری پردنیسترویایی مولداویایی را برعهده داشت. وی عضو فراکسیون هایرنیک حزب سرزمین مادری آزاد می‌باشد.

## زندگی‌نامه
وی در ۸ نوامبر ۱۹۶۸ در شهر استپاناکرت به دنیا آمد و در سال ۱۹۸۰ تحصیل در دبیرستان شماره ۸ استپاناکرت را به اتمام رساند. بین سال‌های ۱۹۸۰ تا ۱۹۸۲ در یک کارخانه میعانات به فعالیت پرداخت. بین سال‌های ۱۹۸۴ تا ۱۹۸۶ در ارتش سرخ شوروی خدمت نمود. بین سال‌های ۱۹۸۴ تا ۱۹۸۶ در دانشگاه دولتی معماری و شهرسازی پنزا تحصیل نمود. بین سال‌های ۱۹۹۵ تا ۱۹۹۸ مدیرکل بین سال‌های ۲۰۰۱ تا ۲۰۰۷ در دانشکده روزنامه‌نگاری دانشگاه دولتی سن پترزبورگ تحصیل نمود.  وی همچنین مدیر بایگانی‌های دولتی جمهوری آرتساخ می‌باشد. وی متأهل و صاحب سه فرزند است.

## یادداشت
1. ↑  “Hayrenik”
2. ↑  “Free Motherland”